# Kim Yong-ji

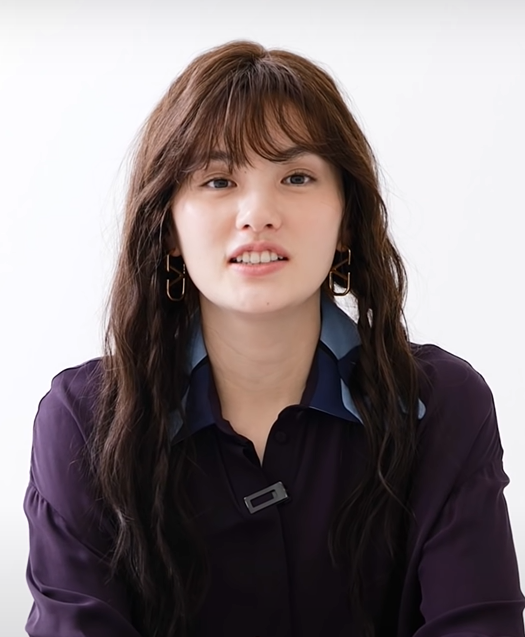
Kim Yong-ji, 2022

Kim Yong-ji (koreanisch 김용지; * 14. April 1991 in Ansan) ist eine südkoreanische Schauspielerin.

## Leben und Karriere
Kim wurde am 14. April 1991 in Ansan geboren. Ihr Debüt gab sie 2018 in der Fernsehserie Mr. Sunshine. Danach war sie in Watcher zu sehen. 2020 bekam sie eine Rolle in The King: Eternal Monarch. Im selben Jahr wurde sie für die Serie Tale of the Nine Tailed gecastet. Kim trat 2022 in der Serie Somebody auf. Unter anderem spielte Kim 2023 in der Serie Tale of the Nine Tailed 1938 mit.

## Filmografie (Auswahl)
Filme
- 2022: Doom Doom

Serien
- 2018: Mr. Sunshine
- 2019: Watcher
- 2019: The Lies Within
- 2020: The King: Eternal Monarch
- 2020: Tale of the Nine Tailed
- 2022: Somebody
- 2023: Tale of the Nine Tailed 1938